# The Daily Show
The Daily Show è un programma televisivo statunitense di satira, che parodia i telegiornali e i programmi di approfondimento politico della televisione statunitense. Va in onda dal 1996 su Comedy Central ed è condotto, a partire dal 28 settembre 2015, da Trevor Noah. Precedenti conduttori sono stati Jon Stewart (1999-2015) e Craig Kilborn (1996-1999).
Da aprile 2019 va in onda anche su Comedy Central Italia, al 128 della piattaforma Sky Italia.

## Format
Il corrente format del Daily Show è rimasto più o meno lo stesso durante tutti gli anni della sua messa in onda. Comincia con una voce fuori campo che annuncia la data e presenta: "From Comedy Central's World News Headquarters in New York, this is The Daily Show with Jon Stewart."
Lo show continua poi con il monologo del presentatore sui titoli della notizie, che è seguito generalmente da servizi "sul posto" condotti da corrispondenti definiti "senior specialist". L'area di specializzazione dei corrispondenti varia a seconda dell'argomento trattato nel servizio, e può essere o generica ("Senior Political Analyst") oppure decisamente assurda ("Senior Child Molestation Expert" o "Senior Subterranean Structure Analyst"). I corrispondenti ovviamente dicono di essere fisicamente nel luogo del servizio, ma in realtà vengono ripresi in studio e la loro immagine viene sovrapposta ad una sfondo fisso che dovrebbe rappresentare la location. Questo è spesso oggetto di gag, come ad esempio impossibili servizi "da Marte" o doppi collegamenti con due inviati dallo stesso luogo (Washington), che presentano l'uno uno sfondo con la città in notturna e l'altro con la città di giorno. I corrispondenti si comportano in maniera decisamente assurda ed esprimono spesso opinioni altrettanto assurde, giocando sul contrasto col presentatore che impersona il ruolo del giornalista "serio".